# Gylippus monoceros
Gylippus monoceros är en spindeldjursart som beskrevs av Werner 1905. Gylippus monoceros ingår i släktet Gylippus och familjen Gylippidae. Inga underarter finns listade i Catalogue of Life.